# Марл (Димер)
Марл (њем. Marl) општина је у њемачкој савезној држави Доња Саксонија. Једно је од 47 општинских средишта округа Дипхолц. Према процјени из 2010. у општини је живјело 506 становника. Посједује регионалну шифру (AGS) 3251025.

## Географски и демографски подаци
Марл се налази у савезној држави Доња Саксонија у округу Дипхолц. Општина се налази на надморској висини од 39 метара. Површина општине износи 9,8 km². У самом мјесту је, према процјени из 2010. године, живјело 506 становника. Просјечна густина становништва износи 51 становника/km².